# Heidgraben

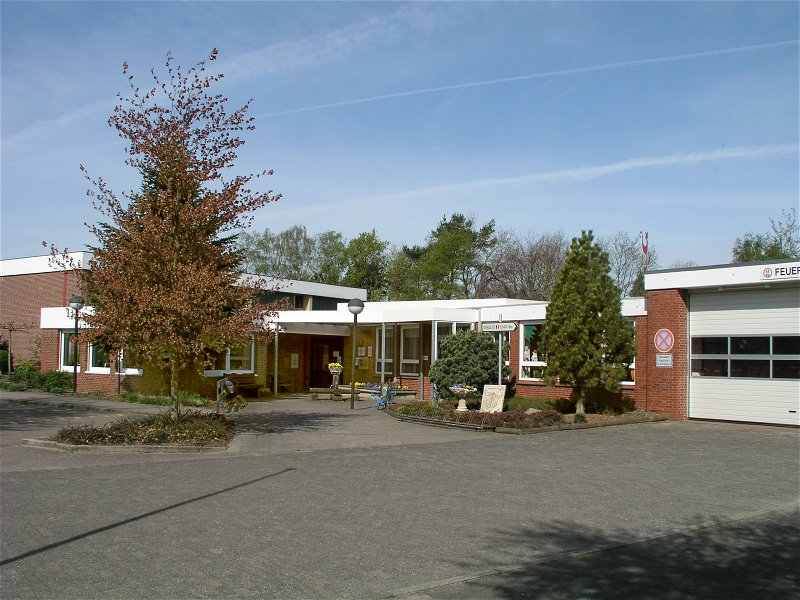
Gemeindezentrum Heidgraben

Heidgraben (niederdeutsch: Haidgraven) ist eine Gemeinde im Kreis Pinneberg in Schleswig-Holstein.

## Geografie und Verkehr
Heidgraben liegt 18 Kilometer nordwestlich von Hamburg am Rande der Marschgebiete auf den in die Marsch hineinragenden Geestgebieten. Es grenzt an die Kleinstädte Uetersen und Tornesch sowie an die Gemeinden Klein Nordende und Groß Nordende.
Das Gemeindegebiet ist eher zerstreut besiedelt. Neben dem Ortszentrum im Bereich der Schule gibt es an den Rändern weitere Siedlungsschwerpunkte wie Heidgraben-Nordwest zur Marsch hin und die Randzonen zu den Nachbarstädten Uetersen und Tornesch. Weite Teile des Gemeindegebiets sind als Landschaftsschutzgebiet ausgewiesen. Grundlage ist die vom Landrat des Kreises Pinneberg erlassene Schutzgebietsverordnung „Moorige Feuchtgebiete (LSG 07)“.
Der Anteil der in der Landwirtschaft oder als Baumschuler tätigen Einwohner ist nur noch gering, die überwiegende Mehrzahl pendelt zu Arbeitsplätzen in der Umgebung oder nach Hamburg. Heidgraben hat eine Grundschule. Das im Sommer 2014 eröffnete Einkaufs- und Veranstaltungszentrum Markttreff bietet einen Lebensmittelmarkt, ein Frisörstudio und einen Backshop mit Café, einen Postshop und einen Geldautomaten.
Im öffentlichen Personennahverkehr ist Heidgraben durch eine Busverbindung der KViP im Hamburger Verkehrsverbund (HVV) zwischen Tornesch und Uetersen angebunden. Von Tornesch aus bestehen Eisenbahnverbindungen mit Regionalzügen nach Elmshorn, Pinneberg und Hamburg (HVV-Tarif).
Östlich von Heidgraben verläuft die Bundesautobahn 23 von Pinneberg nach Elmshorn. Daran ist Heidgraben über die Anschlussstellen Tornesch und Elmshorn angeschlossen.

## Geschichte

### Entstehung des Ortes
Erstmals ist Heidgraben in den Pinneberger Amtsbüchern 1688 urkundlich erwähnt worden. Man kann aber davon ausgehen, dass es sich zu dieser Zeit noch nicht um ein Dorf, sondern um weitgehend unbesiedeltes Gebiet handelte. Im heutigen Gemeindegebiet erstreckte sich eine unfruchtbare Moor- und Heidelandschaft. In Karten ab 1785 wird dieses Gebiet als Egyptenmoor bezeichnet. Es war durchzogen von einem großen Graben (Heidgraben), der in die Marsch führte und zur Entwässerung der Sumpf- und Moorgebiete angelegt worden war. Die Bewohner der angrenzenden fruchtbaren Marschgebiete stachen hier Torf, der als Brennmaterial diente.
Am Beginn des 18. Jahrhunderts begann die allmähliche Kultivierung. Im Jahre 1735 wurde Heidgraben in den Unterlagen der Amtsvogtei Uetersen erstmals als Dorf erwähnt. Verwaltungsmäßig gehörte es zum Bezirk Groß-Nordende, ab 1835 zum Distrikt Groß-Nordende innerhalb der Amtsvogtei Uetersen.
Entscheidend für die Kultivierung des Moores war die Aufteilung der Moorländereien im Zuge der Agrarreform von 1791. Das Gebiet wurde unter 76 Interessenten aufgeteilt, 19 aus Groß Nordende und 57 aus Heidgraben. Die Besiedlung erfolgte von Westen aus. Die ersten Siedler in Heidgraben lebten zunächst in höhlenartigen Behausungen, bauten erst später strohgedeckte Häuser, wie die fünf Söhne der Familie Hans Krohn. Viele Kolonisten mussten zusätzlich bei den Marschbauern arbeiten, um sich und ihre Familie zu ernähren. In der übrigen Zeit stachen sie Torf, hielten etwas Vieh und begannen das Land nach und nach zu kultivieren. Da der Mist ihres kleinen Viehbestandes zur Düngung anfangs nicht ausreichte, mussten sie bei ihren Torffahrten Dünger aus den Städten mitbringen.

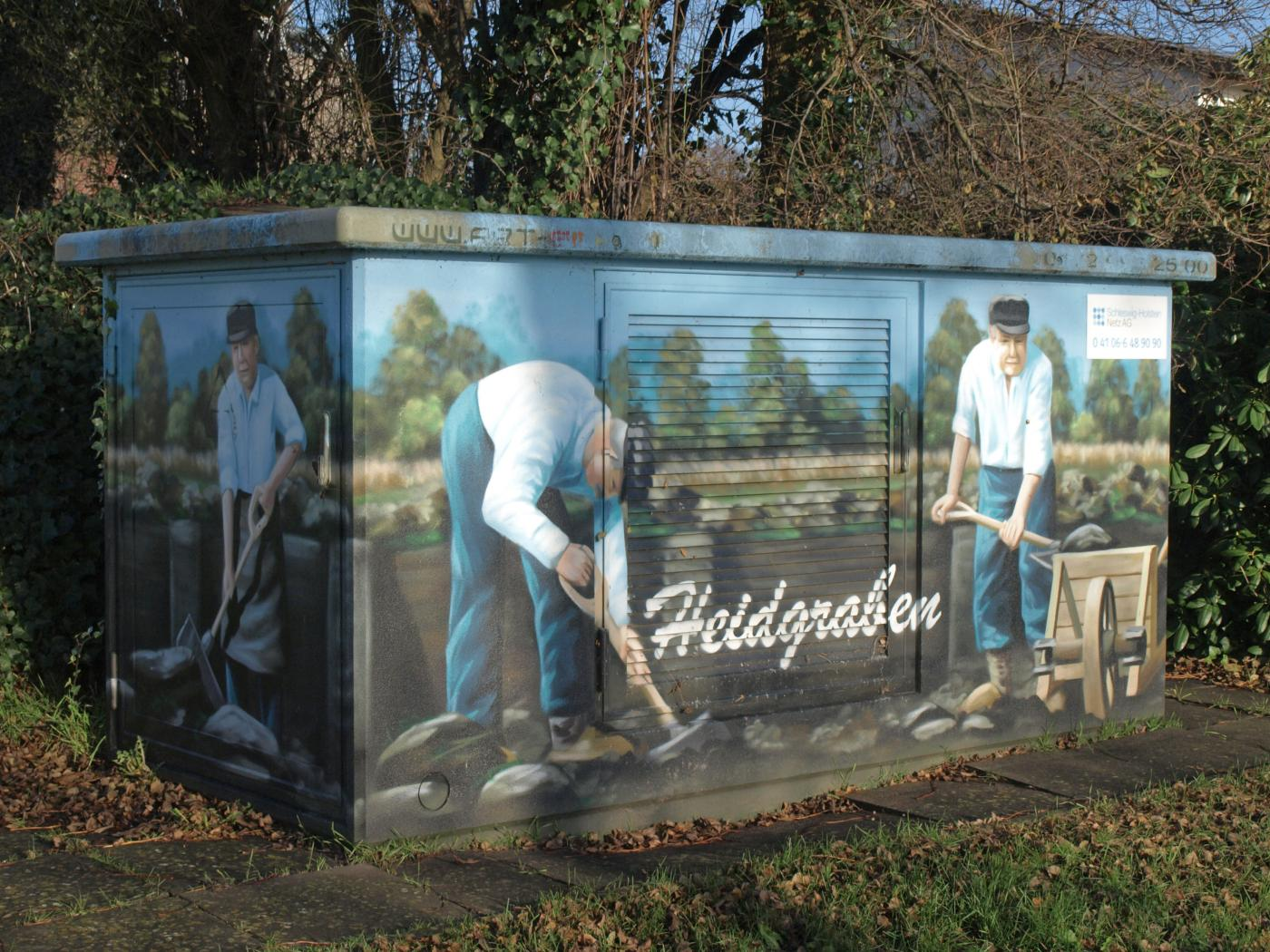
Trafohaus an der Hauptstraße mit historischer Szene
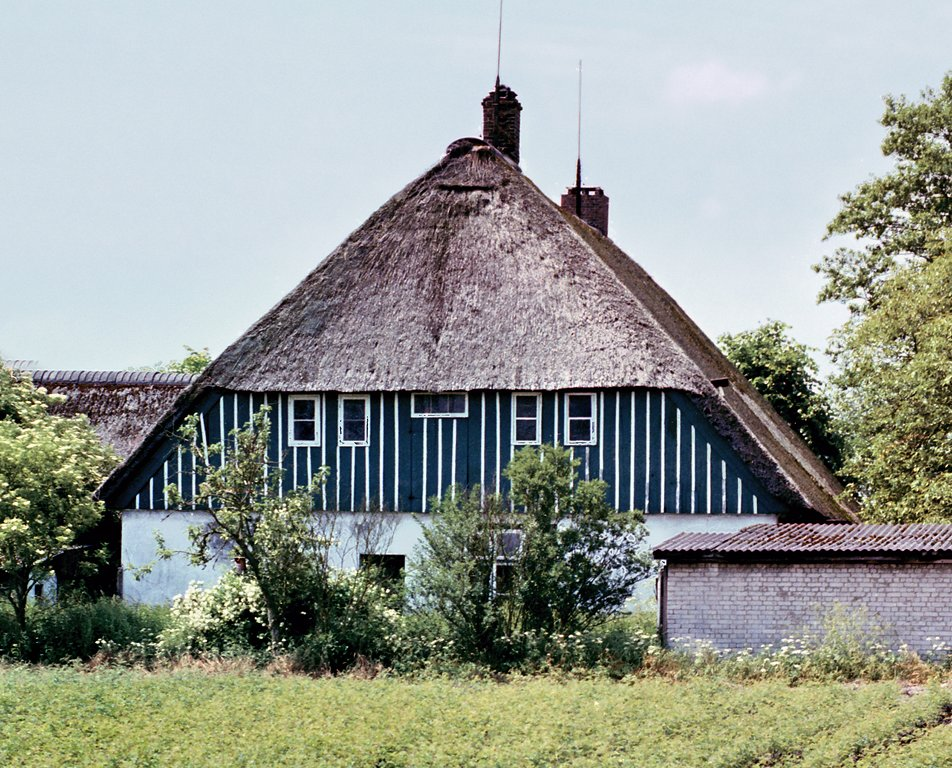
Altes Schulhaus Groß Nordende im Jahr 1983

Erst allmählich verbesserte sich die Lage etwas, so dass die Neubauern auch Fleisch und Milcherzeugnisse auf den umliegenden Märkten verkaufen konnten. Weitere Erzeugnisse der immer noch armen Bewohner Heidgrabens waren Heide zum Dachdecken und Schrubber aus Heide oder Reisig sowie Wäscheklammern aus Holz.
Im Folgenden wuchs die Bevölkerung weiter. Die Kinder des Dorfes besuchten zunächst die Schule in Groß Nordende. Das war angesichts der schlechten Wegeverhältnisse sehr beschwerlich, zumal der Schulweg für einige Schüler über vier Kilometer betrug. 1890 wurden die Gemeindevertreter vom Landrat angewiesen, einen Schulsteig anzulegen. Eine eigene Schule erhielt Heidgraben dann 1894. Es handelte sich um eine einklassige Volksschule mit Lehrerwohnung. Der Unterricht begann mit 46 Kindern. (Das alte Schulgebäude von 1826 in Groß Nordende existiert 2009 noch, es wird aber schon lange nicht mehr als Schule genutzt.)

### Weitere Entwicklung

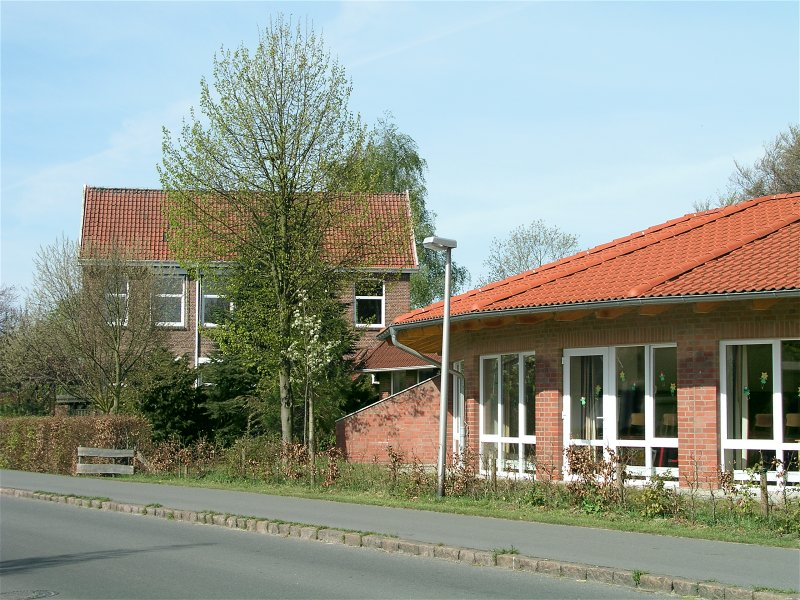
Grundschule Heidgraben

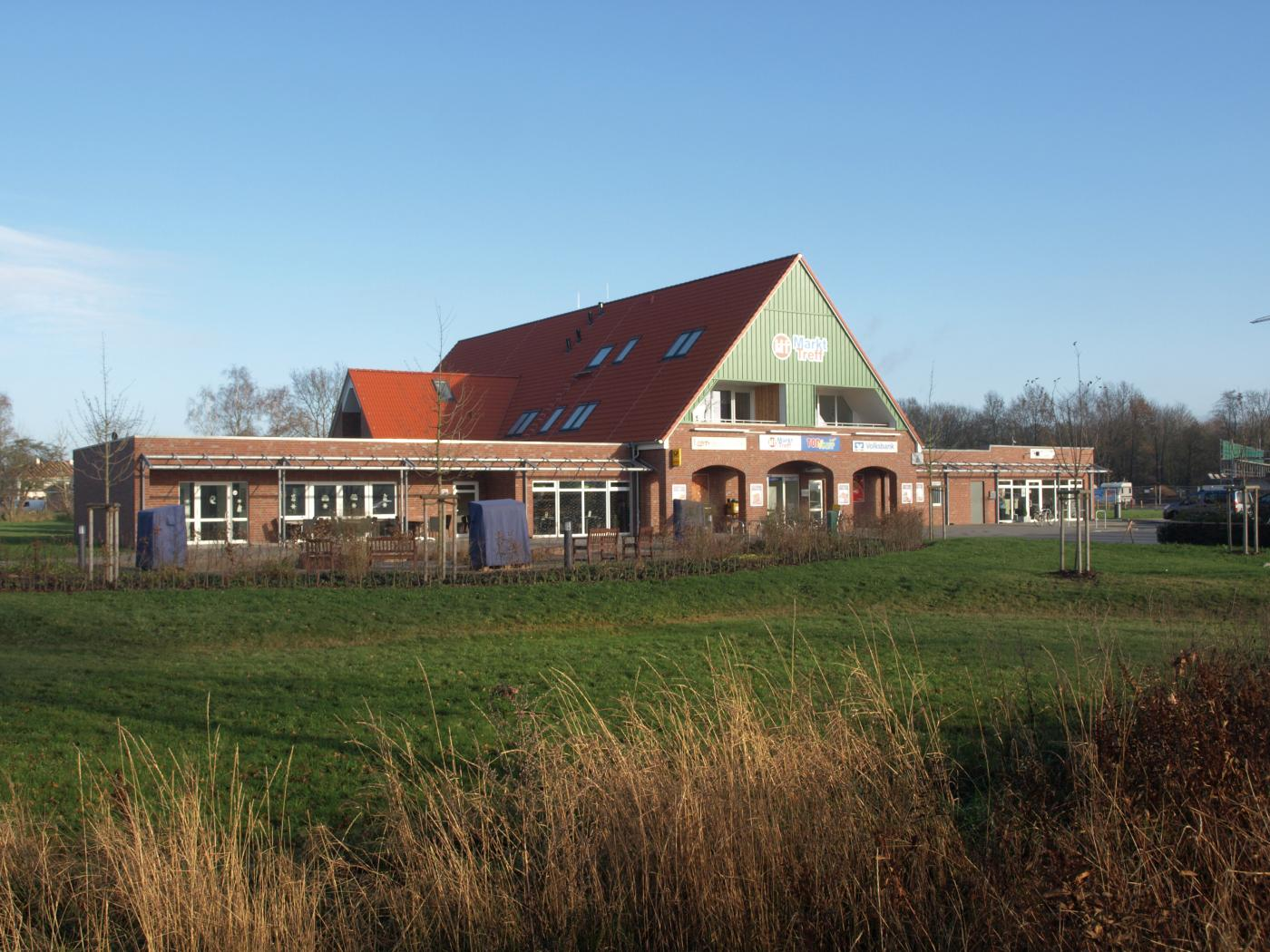
Markttreff Heidgraben

| Jahr      | Ereignis |
| --------- | --- |
| 1906      | Die Heidgrabener Liedertafel wurde als Männergesangverein gegründet. |
| 1913      | Die Schule erhielt einen Erweiterungsbau, so dass zwei Klassen eingerichtet werden konnten. |
| 1928      | Bau der Straße zwischen Tornesch und Groß-Nordende über Heidgraben (Hauptstraße/Betonstraße) Verlegung elektrischer Leitungen |
| 1934      | Gründung der Freiwilligen Feuerwehr Heidgraben |
| ab 1945   | Anstieg der Bevölkerung durch Flüchtlinge, Bau von einfachen Einzelhäusern zur Aufnahme der Flüchtlingsfamilien |
| 1949      | Der Heidgrabener Sportverein wurde gegründet. |
| 1953      | Gründung der „Volksbücherei“ in den Räumen der Schule; heute: Gemeindebücherei Heidgraben |
| 1957      | Die Schule wurde um zwei zusätzliche Klassen erweitert. Weitere Erweiterungen folgten 1989, 1991 und 2004/2005. |
| 1963      | „Schulverein Heidgraben e. V.“ wurde gegründet |
| 1972/1973 | Einrichtung einer Kinderspielstunde |
| 1972      | Bau einer Turnhalle |
| 1974      | Die Heidgrabener Schule wurde Grundschule. |
| 1979      | Die Heidgrabener Liedertafel nahm Frauen als Sängerinnen und Mitglieder auf. |
| 1986      | Bau der Räumlichkeiten für einen Kindergarten, Erweiterungen 1995, 2002 und 2014 |
| 1995      | Anerkennung der Einrichtung als Kindergarten durch das Jugendamt Pinneberg |
| 1999/2000 | Bau eines neuen Sportplatzes |
| 2001      | Bau von Jugendräumen für die offene Jugendarbeit |
| 2004      | Gründung der Jugendfeuerwehr Heidgraben |
| 2012      | erste Teilnahme der Mannschaft „Schietwatter Heidgraben“ an der Wattolümpiade (zweite Teilnahme 2013) |
| 2014      | Eröffnung des MarktTreffs, eines Einkaufs- und Veranstaltungszentrums mit Lebensmittelmarkt, Frisör, Backshop mit Café sowie einem Geldautomaten. Das Projekt wurde mit 750.000 Euro über die AktivRegion Pinneberger Marsch und Geest gefördert. Unterstützt wird das Zentrum außerdem durch eine eigens gegründete Bürgergenossenschaft. Sie stellt Kapital für das Leasing des Inventars zur Verfügung. |
| 2015      | Einweihung des neuen Kunstrasenplatzes des Heidgrabener SV an der Uetersener Straße |
| 2015–2020 | Fertigstellung des Neubaugebietes an der Bürgermeister-Tesch-Straße |

## Politik

### Ratsversammlung
- SPD: 7
- Grüne: 3
- CDU: 7

Ergebnis der Kommunalwahl vom 14. Mai 2023:
| Partei | Prozent | Sitze |
| ------ | ------- | ----- |
| CDU    | 41,4 %  | 7     |
| GRÜNE  | 18,9 %  | 3     |
| SPD    | 39,7 %  | 7     |

### Bürgermeister
| Jahre     | Name                           |
| --------- | ------------------------------ |
| 1967–2016 | Udo Tesch (SPD)                |
| 2016–2023 | Ernst-Heinrich Jürgensen (SPD) |
| seit 2023 | Julian Kabel (CDU)             |

Udo Tesch (SPD) war von 1967 bis 2016 Bürgermeister von Heidgraben und damit bis zu seinem Tod der dienstälteste Bürgermeister in Schleswig-Holstein.

### Wappen
Blasonierung: „Von Silber und Rot durch einen schräglinken blau-silbernen Wellenbalken geteilt. Oben ein grüner Blütenstand mit acht roten Blüten der Besenheide, unten ein schräglinks gestellter silberner Torfspaten.“

### Gemeindepartnerschaft
- Challes in Frankreich

## Kultur und Sehenswürdigkeiten
Von den historischen Bauernhäusern waren bis 2015 zwei Objekte als Kulturdenkmale ausgewiesen: Eine Kate und ein Ensemble mit Haupthaus und Scheune, beide im Ortsteil Heidgraben Nordwest.

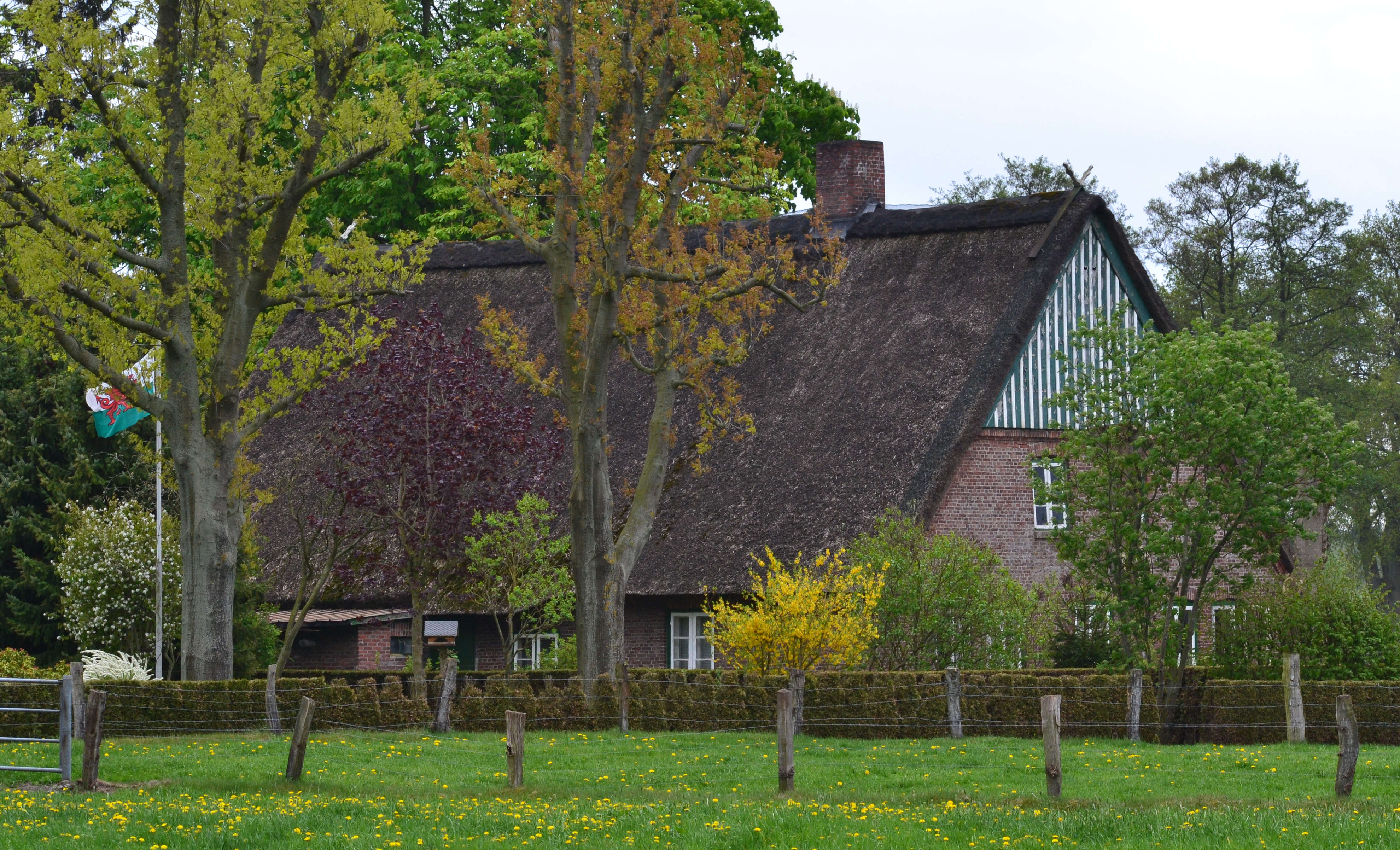
Reetgedeckte Kate
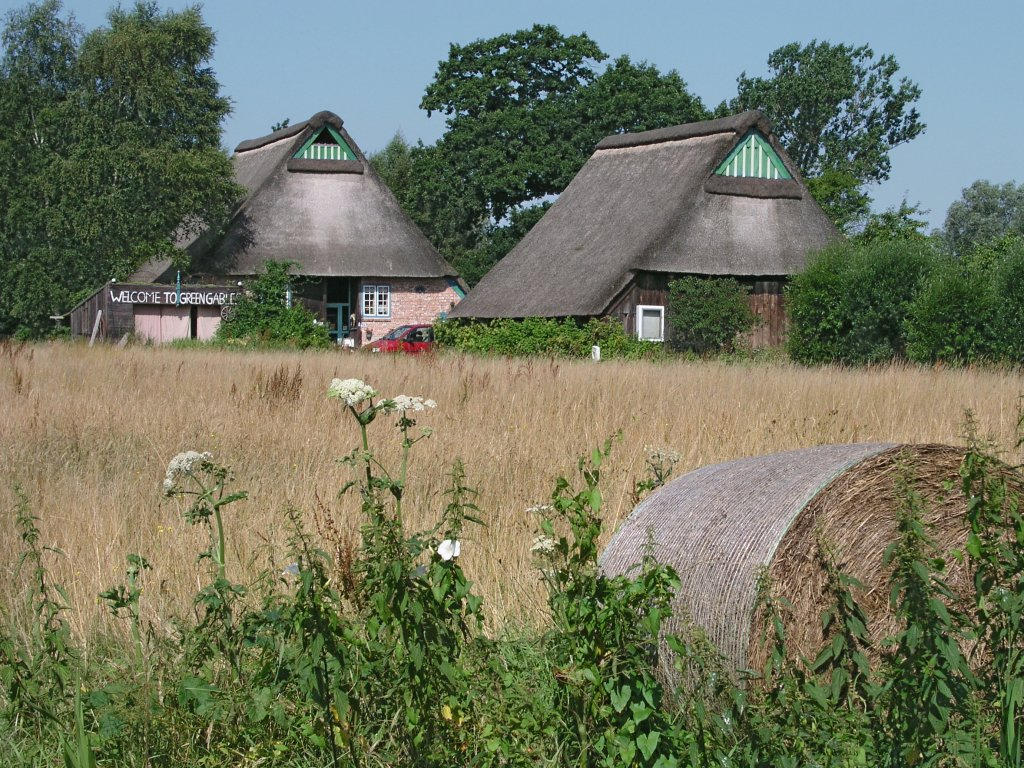
Ensemble "Green Gables" Scheune von 1670

## Bekannte Heidgrabener
- Justin Balk (* 1972), Sänger und Songwriter
- Stephanie Grebe (* 1987), deutsche Tischtennisspielerin und Teilnehmerin bei den Paralympischen Spielen 2012
- Hubertus Lehner (1907–2006), expressionistischer Maler und Grafiker